# Полихрусы
Полихрусы, или длинноногие игуаны (лат. Polychrus) — род игуанообразных ящериц семейства анолисовые. Современные представители встречаются в Центральной и Южной Америке, а также в Тринидаде и Тобаго, хотя один стволовой представитель Sauropithecoides charisticus известен из позднего эоцена Северной Дакоты (США).

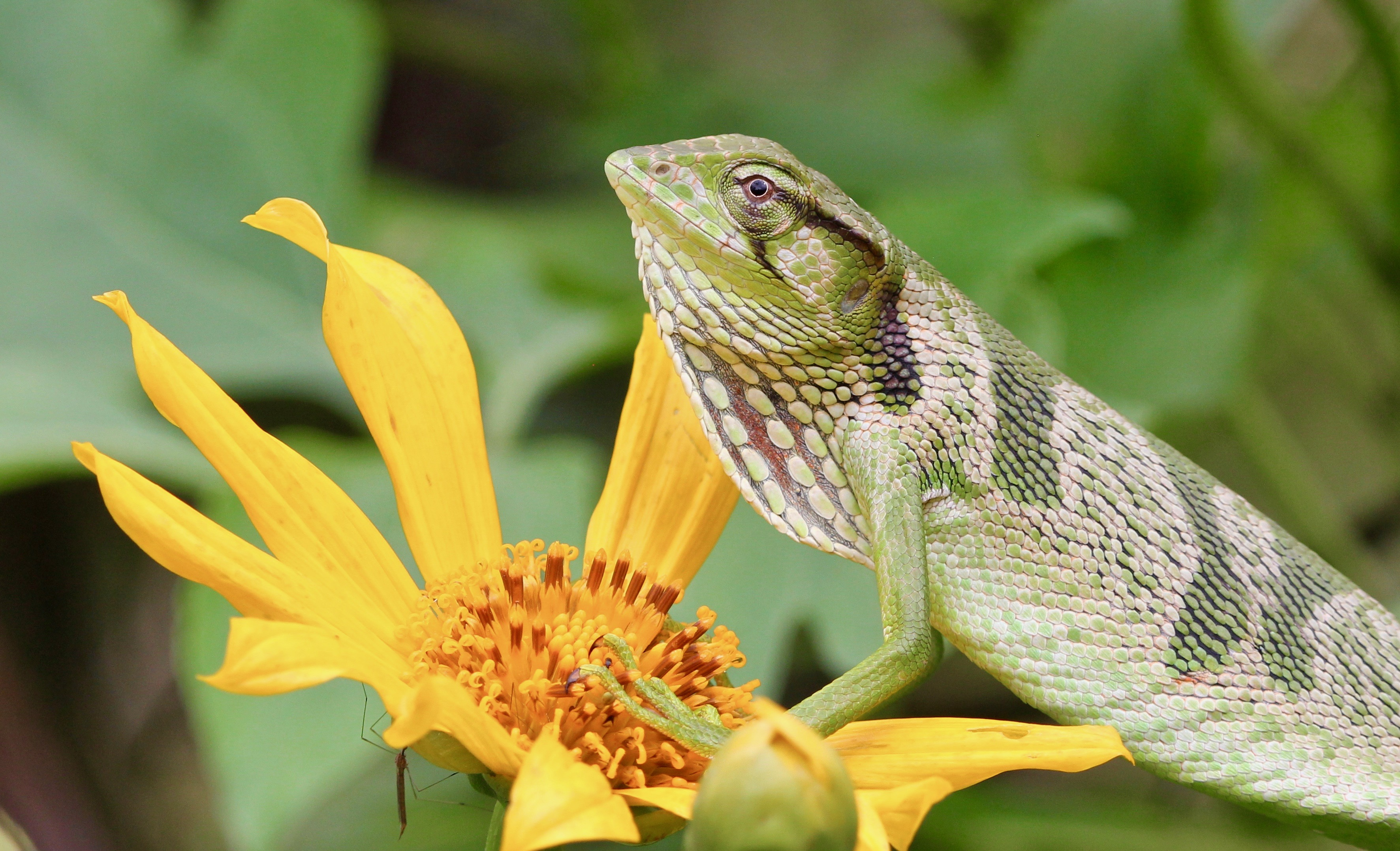
Polychrus gutturosus

## Виды
База данных Reptile Database указывает 8 признанных видов длинноногих игуан:
- Polychrus acutirostris Spix, 1825 — остромордый полихрус, или остромордая длинноногая игуана[1]
- Polychrus auduboni (Hallowell, 1845)
- Polychrus femoralis Werner, 1910
- Polychrus gutturosus Berthold, 1846
- Polychrus jacquelinae Koch, Venegas, Garcia-Bravo & Böhme, 2011
- Polychrus liogaster Boulenger, 1908
- Polychrus marmoratus (Linnaeus, 1758) — мраморный полихрус, или мраморная длинноногая игуана[1]
- Polychrus peruvianus (Noble, 1924)